# Referéndum nacional de Malaui de 1993
El referéndum nacional de Malaui de 1993 fue un proceso electoral realizado en la República de Malaui el 14 de junio del mencionado año para dirimir si el país se mantenía como un estado de partido único o accedía a la democracia multipartidista. El Partido del Congreso de Malaui (MCP), encabezado por Hastings Kamuzu Banda, había gobernado el país desde su independencia en 1964 como única formación legal en el marco de un régimen totalitario. Banda, que ostentaba el cargo de presidente vitalicio desde 1971, accedió a realizar el referéndum en medio de una creciente presión internacional contra su gobierno y sorpresivos disturbios sociales y manifestaciones en su contra en las principales ciudades. Luego de una serie de dudas sobre su participación en un proceso que en principio se esperaba viciado, los grupos opositores aceptaron concurrir al referéndum y se les permitió acceder a un registro legal como «grupos de interés especial», siendo sus principales referentes la Iglesia Católica y la Presbisteriana, el Frente Democrático Unido (que representaba a opositores internos y funcionarios disidentes del gobierno) y la Alianza por la Democracia (ligada a sectores sindicales y opositores en el exilio). Una serie de reuniones entre estos grupos y el gobierno facilitaron la creación de un marco legal mínimo consensuado para facilitar la realización de la votación.
La campaña del referéndum fue sumamente controvertida, con denuncias de abuso de los recursos del Estado por parte del régimen de Banda. A la oposición no se le permitió acceder a medios de difusión claves (como la radio, en un país donde más de dos quintos de la población no estaba analfabetizada) y tuvo que recurrir a la realización de mítines y una campaña clandestina debido a las presiones gubernamentales, por lo cual se vieron muy limitados a las áreas urbanas (donde se concentraba el rechazo al gobierno). Luego de la mediación de las Naciones Unidas, que asesoró al régimen en los recursos a utilizar para garantizar la confiabilidad del referéndum, se llegó a algunos acuerdos entre el gobierno, la AFORD y el UDF para que estos accedieran a participar. El proceso de campaña mostró una progresiva erosión del apoyo al MCP en la mayoría de las ciudades, y una caída de su respaldo incluso en sus bastiones rurales. Aunque ya se evidenciaban las divisiones que conducirían a una participación separada en las primeras elecciones generales del año siguiente, la AFORD y el UDF se comprometieron a impedir que sus diferencias debilitaran su causa e hicieron campaña juntos.
Finalmente, la opción del multipartidismo obtuvo un aplastante triunfo con el 64,69% de los votos sobre el 35,31% del mantenimiento del unipartidismo. La participación fue del 67,1% del electorado registrado, con una concurrencia mucho más alta en el centro y el norte del país y menor en el sur. Los observadores internacionales determinaron la victoria del multipartidismo como verídica, pero constataron la intimidación y la presión contra disidentes del gobierno en varias áreas, y remarcaron que el referéndum no podía ser calificado como «libre y justo» por completo. El voto fue muy divisivo en términos regionales, con muy pocos distritos en los cuales el resultado fue realmente ajustado. El MCP retuvo el control de sus bastiones en el centro del país con relativa facilidad, pese a que no pudo contrarrestar el abrumador apoyo recabado por la oposición en los extremos norte y sur, en ambos casos superior al 80%.
Banda reconoció el resultado, si bien rechazó las demandas de la oposición para renunciar y dar paso a un gobierno de transición. No obstante, se conformó un Consejo Consultivo Nacional que despojó a Banda de la mayoría de sus prerrogativas y de su cargo de presidente vitalicio (sin destituirlo de la jefatura de estado), mientras que el ejército se ocupó de desarticular a la policía secreta del régimen en diciembre, allanando el camino para elecciones generales libres al año siguiente.

## Contexto

### Agotamiento del régimen de Banda

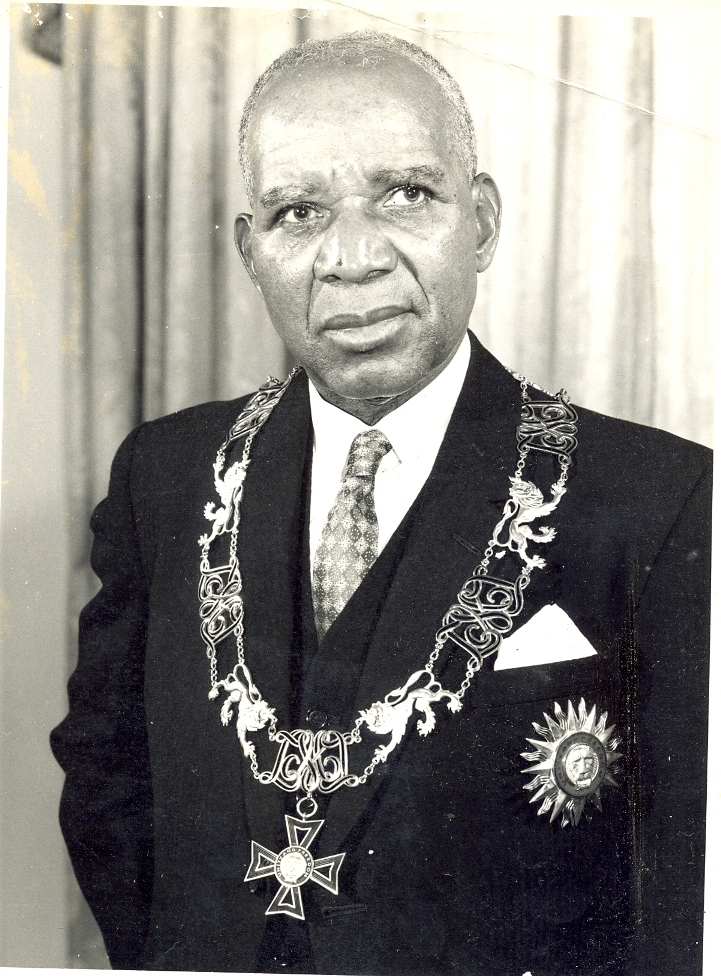
Hastings Kamuzu Banda, presidente de Malaui entre 1966 y 1994.

Malaui accedió a la independencia en 1964 bajo el gobierno de Hastings Kamuzu Banda y el Partido del Congreso de Malaui (MCP). En 1966, el MCP fue declarado como único partido legal, marcando el comienzo de un largo régimen autocrático en torno a la figura de Banda. Más que un estado de partido único, el régimen de Banda fue descrito como «un estado de un solo hombre», dominado por una «autocracia altamente represiva» que impuso rígidos estándares de comportamiento social, político y moral a la población. Todos los malauíes debían ser miembros del partido desde la mayoría de edad y llevar consigo la identificación partidaria en todo momento, con severas sanciones a la disidencia. La autocracia de Banda se apoyó a nivel exterior en la Sudáfrica del apartheid (siendo el único país africano que mantuvo relaciones plenas con Sudáfrica) y en los Estados Unidos, que veían en el Malaui de Banda una salvaguarda anticomunista en medio de varios regímenes antioccidentales. El país disfrutó de estándares económicos relativamente favorables respecto al resto del continente, pero la ubicuidad del régimen de Banda condujo a que se generara un clima de miedo permanente, incluso superior al de países africanos azotados por guerras civiles. Los Jóvenes Pioneros de Malaui, policía secreta del régimen, tenían un poder superior al del ejército y se ocupaban de mantener aterrorizada a la población. Banda no permitió que se conformara ningún liderazgo político dentro del partido fuera del suyo y marginó o directamente eliminó a cualquier funcionario que pudiera debilitar su posición. Del mismo modo, a pesar de la estabilidad económica, el carácter «depredador» del estado malauí condujo a que la élite política se enriqueciera y beneficiara a costa del bienestar general, y el país se mantuvo en gran medida subdesarrollado y empobrecido.
Hacia el final de la década de 1980, con el término de la Guerra Fría y el anuncio del fin del apartheid, el bloque occidental dejó de considerar necesario al régimen malauí y comenzó a presionar al gobierno por una mayor democratización. La situación económica se deterioró y el régimen se quedó sin apoyos internacionales. Al mismo tiempo, la salud de Banda (que por entonces ya tenía casi noventa años), comenzó a flaquear y el liderazgo del gobierno recayó más que nada en los principales confidentes del dictador: John Tembo y Cecilia Kadzamira. Tembo y Kadzamira bloquearon efectivamente el acceso a Banda, distanciándolo cada vez más de los asuntos cotidianos, por lo que es probable que el presidente no fuera consciente de la magnitud de la presión ejercida sobre el régimen para forzar un cambio. A medida que Banda perdía su control personal sobre el estado, comenzó a gestarse lentamente una disidencia interna por fuera de los grupos opositores en el exilio. El régimen ya no era capaz de suprimir completamente las críticas como en el pasado, y su aparato de seguridad represivo se volvía cada vez más ineficiente para contrarrestar el creciente sentimiento antigubernamental. Para fines de 1991, el Malaui de Banda era el único país del sur de África que mantenía el sistema de partido único, con todos los países vecinos (Zambia, Tanzania y Mozambique) accediendo a instaurar el multipartidismo. El rápido ritmo de cambios en el continente motivaron un mayor envalentonamiento en sectores de la población malauí. El 8 de marzo de 1992, el régimen se vio expuesto a críticas sin precedentes cuando los obispos locales de la influyente Iglesia Católica publicaron una carta pastoral en la que criticaban las violaciones a los derechos humanos. Ese mismo mes, más de ochenta opositores malauíes en el exilio se reunieron en Lusaka, en la vecina Zambia, para discutir una estrategia que precipitara reformas en Malaui.
En abril, el líder sindical exiliado Chakufwa Chihana regresó a Malaui y pronunció un discurso en el Aeropuerto Internacional de Lilongüe, describiendo al MCP como «un partido de muerte y oscuridad» y exigiendo al régimen de Banda la convocatoria a un referéndum nacional para definir el futuro político del país. Chihana fue arrestado en el mismo lugar y condenado a dos años de prisión con trabajos forzados por el delito de sedición. La detención de Chihana provocó una encendida condena a nivel internacional, y precipitó que una serie de protestas en Lilongüe y Blantire (ya iniciadas en marzo en apoyo a la carta de los obispos) escalaran hasta convertirse en severos disturbios antigubernamentales. Banda ordenó a la policía y al ejército dispersar a los manifestantes con fuego letal, teniendo como saldo 38 muertos. Si bien la revuelta fue suprimida con éxito, la misma constituyó la mayor demostración de descontento social contra el régimen del MCP en sus treinta años de existencia. Asimismo, la represión llevó a que los donantes internacionales cancelaran toda ayuda económica no humanitaria a la espera de que la situación de las libertades civiles mejorara, aumentando considerablemente el aislamiento de Malaui.
La única respuesta del régimen al descontento creciente fue disolver la Asamblea Nacional y convocar a elecciones unipartidistas para junio, cubriendo 91 de los 141 escaños del legislativo. Las fuerzas opositoras, agrupadas provisoriamente en un «Comité para una Alianza Democrática» llamaron al boicot. Cuarenta y cinco candidatos fueron devueltos sin oposición, cinco puestos quedaron vacantes debido a la descalificación de algunos candidatos y, donde la votación llegó a realizarse, 62 diputados en ejercicio perdieron su escaño. Oficialmente, el régimen declaró que la participación rondó el 80%, pero estimaciones independientes determinaron un éxito considerable del llamado opositor a la abstención, reportando que la concurrencia fue de hecho inferior al 40%. En el distrito de Blantire solo votó un 20%, y se reportaron áreas en las cuales solo votó un 10% del electorado registrado.

### Proposición del referéndum

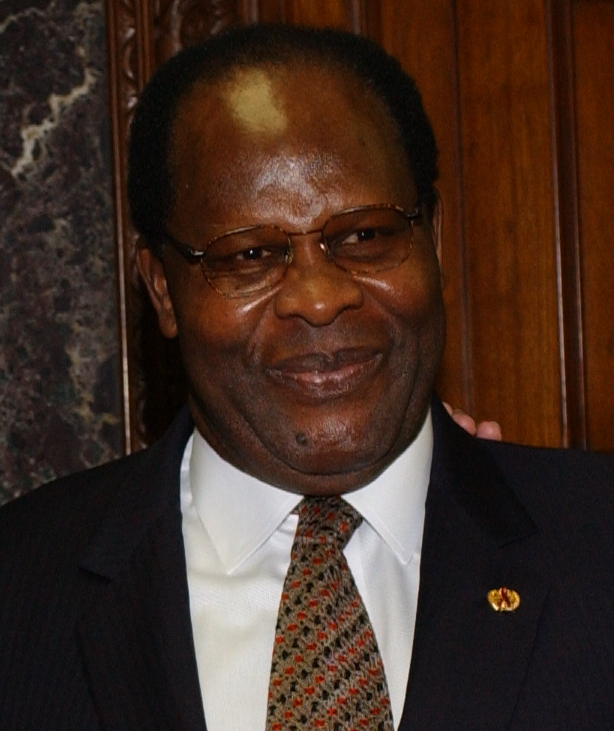
Bakili Muluzi, líder fundador del UDF.

A pesar de la respuesta contundente del régimen de rechazar el aperturismo político, la situación escaló rápidamente a mediados de año después del fracaso electoral. En agosto, el Sínodo de Livingstonia de la Iglesia Presbiteriana de África Central (CCAP) votó para formar un comité que presionara al gobierno para que se realizara el referéndum exigido por Chihana, siendo replicado por el Consejo Cristiano de Malaui (CCM), que agrupaba a diecisiete iglesias protestantes. Se fundaron comités prodemocracia en las tres regiones del país, iniciativas que buscaban dar impulso a la oposición a Banda y quitar validez a las afirmaciones del régimen de que no existía oposición organizada. En septiembre, el sector opositor ligado a Chihana anunció la conformación de la Alianza por la Democracia (AFORD), la primera organización de oposición seria establecida en Malaui desde su independencia. Cada vez más presionado por las circunstancias adversas y temiendo que los disturbios de mayo se repitieran hasta volverse incontrolables, el gobierno de Banda accedió a regañadientes a crear un «Comité Presidencial de Diálogo» (PCD), el cual tendría el mandato de discutir «temas de interés nacional» con el grupo opositor y los líderes religiosos. En un giro sorpresivo de los acontecimientos, Banda anunció públicamente el 18 de octubre la convocatoria a un referéndum para definir si Malaui conservaba el sistema de partido único o convocaba a elecciones multipartidistas, tomando por sorpresa a gran parte de la población y a los grupos de presión externos.
Después de la convocatoria, un grupo de funcionarios disidentes y expolíticos destituidos o marginados durante el régimen establecieron un segundo grupo de presión opositor, el Frente Democrático Unido (UDF), bajo el liderazgo de Bakili Muluzi, antiguo Secretario General del MCP. El UDF comenzó a movilizarse dentro de Malaui a favor de un sistema multipartidista. Aunque el UDF y la AFORD mantenían agendas similares, el UDF dejó en claro que no quería tener relación con los dirigentes exiliados y políticamente diversos, mientras que la AFORD sostenía que a los opositores en el exilio se les debería permitir radicarse nuevamente en Malaui y tomar parte en los desarrollos políticos. Sin embargo, ante la oportunidad que ofrecía el referéndum, era poco probable que se desataran conflictos entre estos grupos. Las diversas organizaciones opositoras, que incluían tanto a los grupos de presión (más tarde partidos), las comunidades religiosas y representantes de la sociedad civil, convergieron en el Comité de Asuntos Públicos (PAC). El PAC sostuvo reuniones con el Comité Presidencial de Diálogo para discutir la nivelación del campo de juego en el período previo al referéndum. Estas reuniones fueron sumamente significativas, pues se trató de la primera vez desde la independencia en que representantes del gobierno malauí se reunían con representantes de la oposición para discutir cualquier tema de interés nacional.

## Organización

### Convocatoria
Para garantizar el respaldo internacional a la iniciativa, el gobierno de Malaui solicitó la asistencia técnica de las Naciones Unidas para la financiación, organización y monitoreo del referéndum. En noviembre de 1992, un equipo de cinco expertos técnicos, incluyendo a Keith Klein, Director de Programas para África y el Cercano Oriente de IFES, y Horacio Boneo, Director de la Unidad de Asistencia Electoral de la ONU, realizó una evaluación preliminar del estado de preparación del gobierno malauí para organizar un proceso electoral legítimo y limpio. El equipo hizo varias observaciones sobre la situación política del país y sugirió como factores a cumplir para garantizar la equidad del referéndum una comisión independiente para gestionarlo, grupos organizados y competitivos que pudieran hacer campaña por ambas opciones, garantías de libertad de opinión y expresión, inscripción de votantes elegibles, sistema de votación de urna única (en lugar de una urna separada para cada opción) y medidas de seguridad, así como la presencia de observadores internacionales. El 31 de diciembre de 1992, Banda volvió a dirigirse a la nación sobre el referéndum y fijó el 15 de marzo de 1993 como fecha para la votación, pero el equipo de la ONU recomendó atrasar la fecha el tiempo suficiente para que los grupos opositores al régimen pudieran organizarse y hacer campaña. No fue sino hasta el 5 de febrero que el gobierno accedió a posponer la votación al 14 de junio.

### Regulación y normativa electoral
Dado el carácter único de la votación, fue necesario redactar y configurar un nuevo marco legal entero para su organización. El 5 de febrero de 1993, la Comisión de Referéndum fue creada por medio de un decreto presidencial, disponiéndose también las «Regulaciones del Referéndum» como una normativa electoral provisoria que se emplearía para la votación en particular. La misma preveía que todos los ciudadanos malauíes mayores de veintiún años en pleno uso de sus derechos ciudadanos tenían derecho a registrarse como votantes y emitir sufragio. El registro de electores tuvo lugar entre el 3 de abril y el 8 de mayo de 1993, después de lo cual se daría paso a un período formal para la campaña, que culminaría el 12 de junio, dos días antes de la jornada electoral. Debido a que, formalmente, Malaui seguía siendo un estado de partido único en ese momento, las fuerzas de la oposición no gozaban de registro legal, pero se les permitiría operar durante la campaña bajo la modalidad de «grupos de interés especial». Las Regulaciones especificaban que un grupo de interés especial era un actor particular interesado en el resultado del referéndum, lo que dio un marco para que el Frente Democrático Unido, la AFORD y el Comité de Asuntos Públicos hicieran campaña. El MCP también se registró como grupo de interés especial para realizar la campaña en igualdad de condiciones.
En contra de las recomendaciones emitidas por el equipo técnico de la ONU, el sistema electoral previsto por las Regulaciones implicaba el uso de dos urnas electorales, una para los votos a favor del sistema unipartidista y otra para los votos a favor del sistema multipartidista. Este sistema fue criticado por los opositores, que denunciaron que violentaba el secreto del voto, y exigieron el uso de una única urna para todos los votos. Para mayo de 1993, a tan solo un mes del referéndum y cerca del comienzo oficial de la campaña, la situación de la votación era incierta debido a desacuerdos entre el régimen y la oposición sobre la cuestión de las urnas. El Comité de Asuntos Públicos declaró que, si para el 8 de mayo no se accedía a su demanda de una única urna, boicotearía el referéndum. No obstante, la fecha llegó sin que la oposición anunciara el boicot. El 10 de mayo, un enviado especial de la ONU llegó a Malaui para mediar entre ambas partes, consiguiendo que el Comité de Asuntos Públicos pospusiera su fecha límite. El 17 de mayo, las negociaciones lograron que el gobierno cediera y se decidió el uso de una urna y una única cabina de votación, con dos papeletas (una para el unipartidismo y otra para el multipartidismo) para cada votante. Esto marcó el inicio oficial de la intensificación de la campaña, con actividades políticas y educativas de ambos lados.

### Grupos de interés especial
Bajo las normativas para la Regulación del Referéndum, cuatro formaciones se registraron como «grupos de interés especial» para participar en la campaña:
| Posición        | Grupos                            | Grupos                               |
| --------------- | --------------------------------- | ------------------------------------ |
| Multipartidismo |                                   | Frente Democrático Unido (UDF)       |
| Multipartidismo | Alianza por la Democracia (AFORD) |                                      |
| Multipartidismo | Comité de Asuntos Públicos (PAC)  |                                      |
| Unipartidismo   |                                   | Partido del Congreso de Malaui (MCP) |

### Observación internacional
En cumplimiento con los acuerdos alcanzados con los grupos de interés opositores y las recomendaciones del equipo técnico de la ONU, las Regulaciones también preveían la observación internacional del proceso y regulaban su aplicación. La Comisión de Referéndum podía enviar invitaciones para la observación internacional por iniciativa propia, a solicitud del presidente, los grupos de interés, gobiernos y demás organizaciones competentes. Los ciudadanos malauíes no eran elegibles para ser observadores internacionales. Numerosas instituciones internacionales, así como las Naciones Unidas, enviaron contingentes de obvservadores para monitorear la votación.

## Campaña
El período formal de campaña duró desde la segunda semana de mayo hasta el 12 de junio, aunque las fuerzas a favor y en contra ya habían comenzado a movilizarse para establecer bases de apoyo en el país desde hacía mucho tiempo. Desde el momento en que se permitió a los grupos de interés especial una relativa libertad de movimiento en el país, el colapso del apoyo popular al régimen del MCP comenzó a notarse. Históricamente, el sistema de partido único había sido reforzado por leyes que habilitaban la detención sin cargos, una censura flagrante, tribunales tradicionales para negar a sus acusados representación legal y una recompensa social para aquellos ciudadanos cercanos al presidente y asociados que estuvieran dispuestos a exponer las actividades opositoras de sus vecinos. Sin embargo, desde abril de 1993 y durante los siguientes meses, la policía comenzó a tolerar una manifestación del disenso cada vez mayor, permitiendo finalmente que se realizaran concentraciones de campaña en varias de las zonas más pobladas. El comienzo de las concentraciones representó la primera gran derrota moral para el MCP. A pesar del intenso totalitarismo del gobierno, las concentraciones de campaña del partido único atraían, en el mejor de los casos, unas 5.000 personas, y habitualmente no pasaban de los mil concurrentes. Mientras tanto, las concentraciones realizadas por el UDF o la AFORD llegaban a reunir hasta 10.000 o 20.000 asistentes. La habilidad de los grupos de interés para realizar concentraciones, así mismo, consolidó su imagen como fuerzas políticas viables ante los ojos de muchos ciudadanos, precediendo su eventual desarrollo como partidos políticos en la democracia posterior.
A pesar de la relajación de las leyes represivas y la relativa libertad de movimiento de los grupos opositores, la campaña se consideró profundamente desigual e irregular. Las Regulaciones establecían la prohibición de publicidad de carácter político en la radio. Esto afectó duramente a los grupos multipartidistas, porque en un país donde sólo el 41,7% de la población está alfabetizada, la radio era el único medio por el cual podían comunicarse efectivamente con la población en general y presentar sus argumentos. Los grupos de interés se vieron obligados a recurrir a la campaña directa en el terreno, donde enfrentaron en muchos casos la coacción, intimidación y sabotaje por parte de las fuerzas oficialistas. En las ciudades, un número pequeño de periódicos independientes comenzaron a surgir y permitieron una mayor difusión del mensaje multipartidista, pero el hecho de que la gran mayoría de la población malauí residiera en aldeas rurales dificultó su margen de maniobra.
El gobierno centró su retórica en defender su monopolio en el poder, resaltando la estabilidad económica y política que hasta entonces había exhibido Malaui bajo el régimen de Banda, al mismo tiempo que se dedicó a agitar el miedo, afirmando que el abandono del estado unipartidista implicaría el descenso del país al caos tribalista, reclamando que Malaui no estaba lista para la democracia. En un mitin en Blantyre, la ciudad natal de Banda, un coro de niños cantó: «damas y caballeros, no escuchen al multipartidismo, porque eso es muerte, eso es guerra». Varios de los funcionarios de Banda se sintieron ofendidos por tener que convocar el referéndum, creyendo que se debía a la presión de los donantes occidentales que ya no estaban dispuestos a apuntalar el régimen después del fin de la Guerra Fría. A pesar de esto, algunos miembros del MCP admitieron que existía la posibilidad de que triunfara la opción multipartidista. Los observadores y técnicos denunciaron que, en muchos casos, los votantes no eran completamente conscientes de que estaban votando un sistema político, sino que pensaban que votar por el multipartidismo era votar en contra del MCP y del propio Banda (todavía profundamente respetado por algunos sectores más empobrecidos). La campaña coincidió con una fuerte sequía, y el régimen distribuyó gran parte de la ayuda pública en las áreas rurales describiéndola como un obsequio, lo que desató acusaciones de clientelismo electoral por parte de la oposición. Mientras tanto, los observadores externos determinaron que el apoyo al régimen en las áreas urbanas prácticamente había desaparecido, así como en las áreas rurales norteñas. A medida que se liberalizaba el sistema político y la población se sentía más libre de expresar su descontento, el respaldo rural al MCP también comenzó a debilitarse, y la red de informantes y aparato partidario comenzaron a resultar insuficientes para mantener la noción de que el gobierno podía ganar la votación. Reportes finales determinaron que, para la última etapa de la campaña, gran parte de la población estaba más informada de lo que representaba el referéndum, se había familiarizado lo suficiente con lo que significaban los símbolos electorales diseñados para representar las dos opciones, y se describió un ambiente cívico «elevado».

## Resultados

### Resultados generales
|  | 64.69 % |

|  | 35.31 % |

|  | 97.75 % |

|  | 2.25 % |

|  | 100.00 % |

|  | 67.10 % |

### Resultado por distrito
| Distrito                           | Multipartidismo | Multipartidismo | Unipartidismo | Unipartidismo | Votos válidos | Blanco/Nulos | Total/Registrados | Total/Registrados | Total/Registrados |
| Distrito                           | Votos           | %               | Votos         | %             | Votos válidos | Blanco/Nulos | Total/Registrados | Total/Registrados | Total/Registrados |
| ---------------------------------- | --------------- | --------------- | ------------- | ------------- | ------------- | ------------ | ----------------- | ----------------- | ----------------- |
| Dedza                              | 34,628          | 25.56%          | 100,840       | 74.44%        | 135,468       | 3,972        | 139,440           | 75.5%             | 184,589           |
| Dowa                               | 20,345          | 14.93%          | 115,958       | 85.07%        | 136,303       | 3,429        | 139,732           | 72.0%             | 194,010           |
| Kasungu                            | 48,960          | 28.05%          | 125,600       | 71.95%        | 174,560       | 4,982        | 179,542           | 77.3%             | 232,276           |
| Lilongüe                           | 105,110         | 28.23%          | 267,168       | 71.77%        | 372,278       | 12,512       | 384,790           | 65.1%             | 591,460           |
| Mchinji                            | 34,559          | 31.54%          | 75,012        | 68.46%        | 109,571       | 6,854        | 116,425           | 59.3%             | 196,393           |
| Nkhotakota                         | 35,965          | 47.03%          | 40,515        | 52.97%        | 76,480        | 2,856        | 79,336            | 59.3%             | 133,866           |
| Ntcheu                             | 74,655          | 74.74%          | 25,227        | 25.26%        | 99,882        | 1,089        | 100,971           | 70.8%             | 142,550           |
| Ntchisi                            | 11,224          | 21.93%          | 39,946        | 78.07%        | 51,170        | 883          | 52,053            | 81.1%             | 64,204            |
| Salima                             | 34,586          | 45.07%          | 42,147        | 54.93%        | 76,733        | 1,859        | 78,592            | 83.2%             | 94,472            |
| Central                            | 400,032         | 32.46%          | 832,413       | 67.54%        | 1,232,445     | 38,436       | 1,270,881         | 69.3%             | 1,833,820         |
| Chitipa                            | 37,165          | 91.16%          | 3,603         | 8.84%         | 40,768        | 305          | 41,073            | 70.3%             | 58,404            |
| Karonga                            | 61,038          | 94.14%          | 3,799         | 5.86%         | 64,837        | 539          | 65,376            | 59.1%             | 110,603           |
| Nkhata Bay                         | 54,990          | 92.59%          | 4,399         | 7.41%         | 59,389        | 822          | 60,211            | 46.5%             | 129,514           |
| Rumphi                             | 43,943          | 86.79%          | 6,687         | 13.21%        | 50,630        | 712          | 51,342            | 86.6%             | 59,300            |
| Mzuzu                              | 73,281          | 80.71%          | 17,520        | 19.29%        | 90,801        | 1,031        | 91,832            | 82.8%             | 110,980           |
| Mzimba                             | 122,152         | 91.67%          | 11,093        | 8.33%         | 133,245       | 1,117        | 134,362           | 83.7%             | 160,538           |
| Norte                              | 392,569         | 89.29%          | 47,101        | 10.71%        | 439,670       | 4,526        | 444,196           | 70.6%             | 629,339           |
| Blantire                           | 197,938         | 86.70%          | 30,363        | 13.30%        | 228,301       | 2,107        | 230,408           | 85.0%             | 271,152           |
| Chikwawa                           | 80,364          | 76.54%          | 24,631        | 23.46%        | 104,995       | 1,878        | 106,873           | 54.8%             | 194,987           |
| Chiradzulu                         | 70,578          | 89.21%          | 8,539         | 10.79%        | 79,117        | 3,455        | 82,572            | 83.7%             | 98,605            |
| Machinga                           | 181,186         | 91.31%          | 17,240        | 8.69%         | 198,426       | 2,813        | 201,239           | 58.4%             | 344,753           |
| Mangochi                           | 179,697         | 90.94%          | 17,911        | 9.06%         | 197,608       | 3,711        | 201,319           | 57.2%             | 352,263           |
| Mulanje                            | 145,111         | 79.35%          | 37,775        | 20.65%        | 182,886       | 8,480        | 191,366           | 55.2%             | 347,006           |
| Mwanza                             | 29,137          | 71.46%          | 11,639        | 28.54%        | 40,776        | 749          | 41,525            | 55.5%             | 74,890            |
| Nsanje                             | 47,929          | 82.59%          | 10,106        | 17.41%        | 58,035        | 818          | 58,853            | 55.4%             | 106,287           |
| Thyolo                             | 122,823         | 81.30%          | 28,259        | 18.70%        | 151,082       | 2,403        | 153,485           | 82.4%             | 186,262           |
| Zomba                              | 146,632         | 86.70%          | 22,496        | 13.30%        | 169,128       | 1,603        | 170,731           | 65.6%             | 260,163           |
| Sur                                | 1,201,395       | 85.18%          | 208,959       | 14.82%        | 1,410,354     | 28,017       | 1,438,371         | 64.3%             | 2,236,368         |
| Total                              | 1,993,996       | 64.69%          | 1,088,473     | 35.31%        | 3,082,469     | 70,979       | 3,153,448         | 67.1%             | 4,699,527         |
| Fuente: African Elections Database |                 |                 |               |               |               |              |                   |                   |                   |